# Uádi Halfa
Pronunciação
Uádi Halfa (Wadi Halfa) é uma cidade e um dos quatro distritos do Estado do Norte, no Sudão. Localizada no extremo norte do país, encontra-se na margem leste do rio Nilo, a 10 km donde estava a segunda catarata, ao sul da fronteira egípcia. Está nas proximidades do Saliente de Uádi Halfa.

## História
Evidências arqueológicas indicam que há assentamentos na área desde os tempos antigos, sendo que o primeiro registro data do período do Império Médio do Egito. Há também registros de uma colônia egípcia no local chamada Buém (que existiu na margem oposta do rio), tendo sido muito importante no período romano.
A cidade moderna de Uádi Halfa começou a ser erguida ao lado das ruínas de Buém no século XIX, quando se tornou um porto no Nilo para navios a vapor de Assuão para Cartum. Durante a conquista turco-egípcia de 1820, Uádi Halfa foi usada como ponto de parada para as tropas que se dirigiam para o sul.
As comunicações se desenvolveram na segunda metade do século XIX, com a instalação da linha telegráfica Cabo-Cairo, concluída em 1866. Logo após, várias tentativas malfadadas de construir uma ferrovia para a cidade sudanesa de Querma, mais ao sul, foram feitas em 1873 e 1877. A linha férrea, hoje parte da inconclusa Ferrovia Cabo–Cairo, foi concluída 1887 e abandonada em 1905. Foi retomada na década de 1910.
Em 1956, a cidade registrava uma população de 11.000. Em 8 de novembro de 1959, a assinatura do Acordo de Água do Nilo, entre Sudão e República Árabe Unida, trouxe muito debate sobre o destino da área, dado que havia a previsão de ser inundada após a criação da Barragem de Assuão. Isto afetaria diretamente cerca de 52.000 pessoas, que teriam que ser reassentadas durante um período de quatro anos a partir de 1960. Os mais afetados foram os núbios que se manifestaram contra serem reassentados. O governo foi rápido em suprimir a agitação, colocando Uádi Halfa sob lei marcial e encerrando as comunicações com o resto do país.
A cidade velha, a antiga Buém, foi completamente destruída após a construção da Represa Alta de Assuão, devido a inundações em 1964. A maior parte da cidade foi realocada para as proximidades da localidade de Kassala e, em 1965, a população de Nova Halfa era de apenas 3.200 pessoas. Durante toda década de 1970, foi o foco das atividades arqueológicas para salvar os monumentos egípcios da inundação do lago Nasser (o reservatório formado acima da barragem de Assuão).

## Economia
É um centro agrícola e comercial que serve o Egito e o Sudão. Historicamente relacionada a região da antiga Núbia, a cidade e seus arredores são ricos sítios arqueológicos, sendo foco de atividades turísticas.

## Infraestrutura
A cidade é o terminal das linhas ferroviárias da Ferrovia Cabo–Cairo, e o Porto de Uádi Halfa serve como parada final dos navios a vapor que sobem o Nilo até Cartum. É cortada ainda pela Estrada Pan-Africana, que a liga às cidades egípcias de Abul-Simbel e a Assuão, ao norte, e às cidades sudanesas de Dongola e Cartum, ao sul.